# تيار الهجرة المنقاري

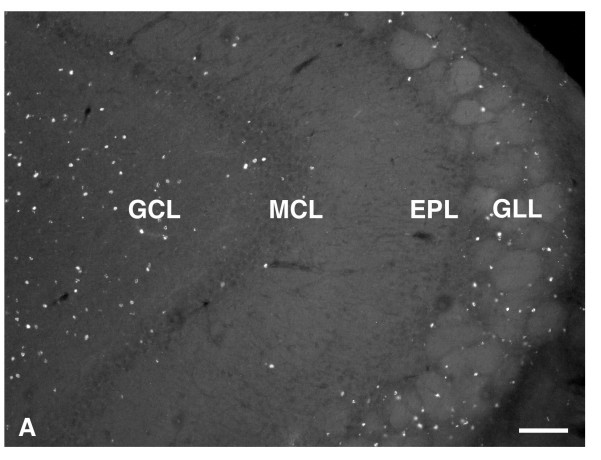
تتوزع الخلايا الموجبة لـ BrdU وكذلك الخلايا المصبوغة للعلامات الفرعية الكيميائية الحيوية CB وCR وGABA وTH وNC بشكل مختلف في جميع أنحاء البصلة الشمية. تُظهر الصور ذات التكبير المنخفض (10x) للمقاطع السهمية عبر البصلة الشمية تفاعلًا مناعيًا إيجابيًا لـ (A) BrdU و(B) CB و(C) CR و(D) GABA و(E) TH و(F) NC بشكل أساسي داخل GLL وGCL. أشرطة المقياس، 100 ميكرومتر. CB، كالبيندين؛ CR، كالريتينين؛ TH، تيروزين هيدروكسيلاز؛ NC، N-copine؛ GLL، الطبقة الكبيبية؛ GCL، طبقة الخلايا الحبيبية.

تيار (طريق) الهجرة المنقاري (RMS) هو مسار انتقال متخصص موجود في دماغ بعض الحيوانات حيث تهاجر على طول السلائف العصبية التي نشأت في المنطقة تحت البطينية (SVZ) للدماغ للوصول إلى البصيلة الشمية الرئيسية (OB). تكمن أهمية تيار الهجرة المنقاري في قدرته على صقل وحتى تغيير حساسية الحيوان للروائح، وهو ما يفسر أهميته وحجمه الأكبر في دماغ القوارض مقارنة بالدماغ البشري، إذ إن حاسة الشم لدينا ليست متطورة. درس هذا المسار في القوارض والأرانب وكل من قرد السنجاب وقرد الريسوس. عندما تصل الخلايا العصبية إلى البصيلة الشمية الرئيسية فإنها تتمايز في الخلايا العصبية الداخلية GABAergic حيث تدمج إما في طبقة الخلايا الحبيبية أو الطبقة المحيطة بالكبيبة.
على الرغم من أنه كان يعتقد في الأصل أن الخلايا العصبية لا يمكن أن تتجدد في دماغ البالغين، فقد ثبت أن تكوين الخلايا العصبية يحدث في أدمغة الثدييات، بما في ذلك أدمغة الرئيسيات. ومع ذلك، فإن تكوين الخلايا العصبية يقتصر على الحصين والمنطقة تحت البطينية، وتيار الهجرة المنقاري هي إحدى الآليات التي تستخدمها الخلايا العصبية للانتقال من هذه المناطق.

## نبذة تاريخية
جرت تسمية واكتشاف تيار الهجرة المنقاري بواسطة جاي. ألتمان في عام 1969 باستخدام التصوير الإشعاعي الذاتي 3H-thymidine في دماغ الفئران. تتبع هجرة الخلايا المصنفة من المنطقة تحت البطينية، والتي تقع في جميع أنحاء الجدران الجانبية للبطينين الجانبيين، منقاريًا إلى البصلة الشمية الرئيسية. كما درس تأثير العمر على حجم تيار الهجرة المنقاري كميًا. ما يزال هناك بعض الجدل الدائر حول مدى تكوّن الخلايا العصبية لتيار الهجرة المنقاري وتكوين الخلايا العصبية لدى البالغين في المنطقة تحت البطينية في البشر.

## بيولوجيا الخلية

### خلايا الأوعية الدموية
من المعروف أن الخلايا الوعائية تلعب دورًا بارزًا في تنظيم تكاثر السلائف العصبية عند البالغين. في المنطقة تحت الحبيبية البالغة (SGZ)، عثر على مجموعات كثيفة من الخلايا المنقسمة لتكون قريبة من الناحية التشريحية من الأوعية الدموية، وخاصة الشعيرات الدموية. الاتصالات بين السلائف العصبية من المنطقة تحت البطينية والأوعية الدموية البالغة قابلة للاختراق بشكل غير عادي وخالية في كثير من الأحيان من تداخل الخلايا النجمية والحيوية، ما يشير إلى أن الإشارات المشتقة من الدم تكتسب وصولًا مباشرًا إلى السلائف العصبية البالغة وذريتها. توفر الأوعية الدموية أيضًا الركيزة لهجرة الخلايا العصبية الجديدة بعد الإصابة في المخطط البالغ. في تيار الهجرة المنقاري، ترتب الخلايا الوعائية بالتوازي مع مسار الخلايا المهاجرة وتوفر سقالات. ترتبط الخلايا الدبقية أيضًا بالأوعية الدموية. قد يكون الاتصال بين هذه الخلايا مهمًا للهجرة عن طريق تيار الهجرة المنقاري، على سبيل المثال، في BDNF (عامل التغذية العصبية المشتق من الدماغ)، وهو عامل نمو يُعتقد أنه وحدة هجرة تيار الهجرة المنقاري.

### أستروسايتس (الخلايا النجمية)
تشكل الخلايا النجمية وصلات فجوة وترتبط ارتباطًا وثيقًا بالأوعية الدموية والصفيحة القاعدية في المنطقة تحت البطينية البالغة، وبالتالي في تيار الهجرة المنقاري. قد تكون بمثابة واجهة لتعديل تأثيرات العوامل البطانية والمشتقة من الدورة الدموية بالإضافة إلى توافر السيتوكينات وعوامل النمو في هذا النظام. بالإضافة إلى ذلك، فإن الخلايا النجمية المشتقة من الحصين العصبي والمنطقة تحت البطينية، ولكن ليس من الحبل الشوكي غير العصبي، تعزز التكاثر والتزام مصير الخلايا العصبية للخلايا الجذعية العصبية البالغة متعددة القدرات في الثقافة، ما يشير إلى دور في تيار الهجرة المنقاري. تعبر الخلايا النجمية عن عدد من العوامل المُفرزة والمرتبطة بالغشاء سواء في المختبر أو في الجسم الحي والتي تُعرف بأنها تنظم تكاثر ومصير السلائف العصبية البالغة وكذلك الهجرة العصبية والنضج وتشكيل المشبك. في المنطقة تحت البطينية البالغة، تعبر الخلايا النجمية عن مستقبلات Robo وتنظم الهجرة السريعة للأرومة العصبية التي تعبر عن SLIT1 عبر تيار الهجرة المنقاري. بالإضافة إلى ذلك، فقد اقترح أن الخلايا العصبية نفسها تلعب دورًا في تعديل الخلايا النجمية من خلال تفاعلات Slit-Robo. في غياب الشق، لا تتماشى عمليات الخلايا النجمية بشكل صحيح، أو تنشئ الأنابيب، وبدلًا من ذلك تعمل عبر الخلايا العصبية المهاجرة. يبدو أن الخلايا النجمية تحت البطينية البالغة تطلق الغلوتامات لتنظيم بقاء الأرومات العصبية على قيد الحياة. فريدة من نوعها في الخلايا تحت البطينية البالغة، الخلايا البطانية العصبية التي تبطن جدار البطين مرتبطة ارتباطًا وثيقًا بالسلائف العصبية وذريتها، وتعمل كدرع لحماية الموضع العصبي، وهي المنطقة التي يحتفظ فيها بالخلايا الجذعية بعد التطور الجنيني لإنتاج خلايا جديدة في الجهاز العصبي.